# Arachnognatha
Arachnognatha är ett släkte av fjärilar. Arachnognatha ingår i familjen trågspinnare.
Kladogram enligt Catalogue of Life:
| Arachnognatha | \| \| Arachnognatha metascotia \| \| \| \| \| \| Arachnognatha meterythra \| \| \| \| \| \| Arachnognatha singaporicola \| \| \| \| |
|               | \| \| Arachnognatha metascotia \| \| \| \| \| \| Arachnognatha meterythra \| \| \| \| \| \| Arachnognatha singaporicola \| \| \| \| |
|               | Arachnognatha metascotia |
|               | |
|               | Arachnognatha meterythra |
|               | |
|               | Arachnognatha singaporicola |
|               | |